# Astragalus sprucei
Astragalus sprucei är en ärtväxtart som beskrevs av Ivan Murray Johnston. Astragalus sprucei ingår i släktet vedlar, och familjen ärtväxter. Inga underarter finns listade i Catalogue of Life.